# San Mamés (León)
San Mamés es un barrio de la ciudad de León. Está situado entre la plaza del Espolón que lo separa del casco antiguo de León por un lado, entre el barrio de La Palomera y el de Las Ventas aunque de este último lo separan las vías del ferrocarril de vía estrecha que atraviesa el barrio entero. Surge como nuevo barrio en la década de los sesenta para acoger a las gentes que venían del resto de la provincia a trabajar a la capital. El barrio fue desarrollándose a través de las avenidas de San Mamés (de ahí su nombre) y de Nocedo hacia el Campus Universitario de Vegazana.  
Por su cercanía a la Universidad de León es junto a La Palomera el barrio universitario de la ciudad, ya que en ambos barrios residen la mayor parte de estudiantes universitarios del Campus que no son originarios de León sino de otros lugares, especialmente Asturias. 

## Historia
Aunque su crecimiento se ha venido produciendo desde los años setenta del siglo pasado, su origen se remonta a la existencia de la capilla de san Mamés, de posible construcción bajorromana y situada entre el Arco de la Cárcel y la plaza del Espolón, cercana al final del acueducto romano.
Esta capilla desaparecida hace muchos siglos dio nombre a la actual avenida de San Mamés, que con diversos cambios leves de trazado, fue conocida durante siglos como camino, carretera o estrada.
- Datos: Q6119271